# Фотопечать
Фотопеча́ть — копирование и тиражирование фотографического изображения на светочувствительном фотоматериале. В большинстве случаев под фотопечатью подразумевается получение позитивного изображения с негатива, где в роли конечного носителя выступает фотобумага. Однако, результатом может быть не только бумажный отпечаток, но и диапозитив на плёнке или стекле, а печать может вестись и на обращаемый фотоматериал с позитива. До появления цифровых принтеров фотопечать была основным способом изготовления фотографий, а для получения больших тиражей происходила с нескольких дубль-негативов параллельно. Фотомеханические способы размножения фотоизображений (например, фототипия) не считаются фотопечатью, а относятся к полиграфическим технологиям. 
Различают ручную и машинную фотопечать. В последнем случае процесс происходит в специальном оптическом принтере на рулонном фотоматериале. В настоящее время (2021 год) оптические принтеры полностью вытеснены цифровыми, ведущими печать с цифровых графических файлов лазерным лучом на фотобумаге, или красителями на обычной бумаге.

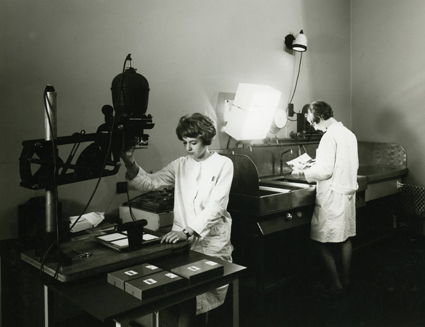
Лаборатория фотопечати. Слева фотолаборантка печатает снимок фотоувеличителем, справа её помощница проявляет фотобумагу

## Историческая справка
Первая технология фотопечати реализована в 1841 году англичанином Уильямом Генри Фокс Тальботом. Изобретённая им калотипия стала первым в мире негативно-позитивным процессом, пригодным для тиражирования фотографий. С бумажного негатива, полученного в камере-обскуре, контактным способом печатался позитив на такой же бумаге, пропитанной хлористым серебром. Тальбот первым в мире наладил малотиражный выпуск фотоальбомов, куда вклеивались отпечатки на «солёной бумаге». Однако, этот способ тиражирования, как и все последующие позитивные фотопроцессы, был слишком дорогим для издательского дела, и позднее уступил эту нишу фотомеханическим процессам, таким как фототипия, гелиогравюра и офсетная печать.

### Дневная фотопечать
Изображение калотипа появлялось на бумаге во время печати, поскольку на экспонированных участках серебро восстанавливалось из галогенида до металлической формы непосредственно под действием света. По окончании процесса снимок фиксировался в растворе гипосульфита, удалявшем неэкспонированные соли серебра, промывался и высушивался. Из-за недостатков и невысокого качества изображения калотипия не получила распространения, и ей на смену пришла альбуминовая печать. Новая фотобумага готовилась на основе яичных белков, связывающих светочувствительное хлористое серебро. Альбуминовая бумага также была «дневной», то есть проявлялась непосредственно в процессе экспонирования, длившегося 25—30 минут. Появление альбуминовой печати в 1850 году совпало по времени с изобретением мокрого коллодионного процесса, с помощью которого изготавливались негативы на стеклянных фотопластинках. Лист фотобумаги накрывался сверху негативом, который плотно прижимался к эмульсии, и в таком виде выставлялся на солнечный свет. Для плотного контакта использовались специальные копировальные рамки с прижимом. Высокое качество коллодионных негативов сочеталось с тонкими тональными переходами альбуминовых фотобумаг, давая отличный отпечаток. 
Такая технология печати доминировала около 30 лет, пока не был устранён главный недостаток бумаг с яичным белком: завершение процесса их изготовления производилось самими фотографами, поскольку светочувствительность сохранялась в течение лишь нескольких часов. Более совершенными оказались целлоидиновые фотобумаги, изготавливавшиеся на основе коллодия, заменившего альбумин. Такие фотоматериалы сохраняли светочувствительность до 3-х месяцев, исключая процедуру сенсибилизации перед печатью. Однако, как целлоидиновые, так и более поздние аристотипные фотобумаги были пригодны только для «дневной» печати, не требующей химического проявления, которое происходило во время экспозиции. Правильная выдержка определялась визуально по степени потемнения фотобумаги. Печать заканчивалась фиксированием, удалявшим остатки неэкспонированного галогенида, как у самых первых «солевых» бумаг в калотипии. Альбуминовые и целлоидиновые фотобумаги требовали дополнительного тонирования солями золота и платины, улучшавшего оттенок изображения и повышавшего светостойкость недолговечных отпечатков. Обычно этот процесс объединялся с фиксированием в растворе вираж-фиксажа.

### Фотобумаги с проявлением

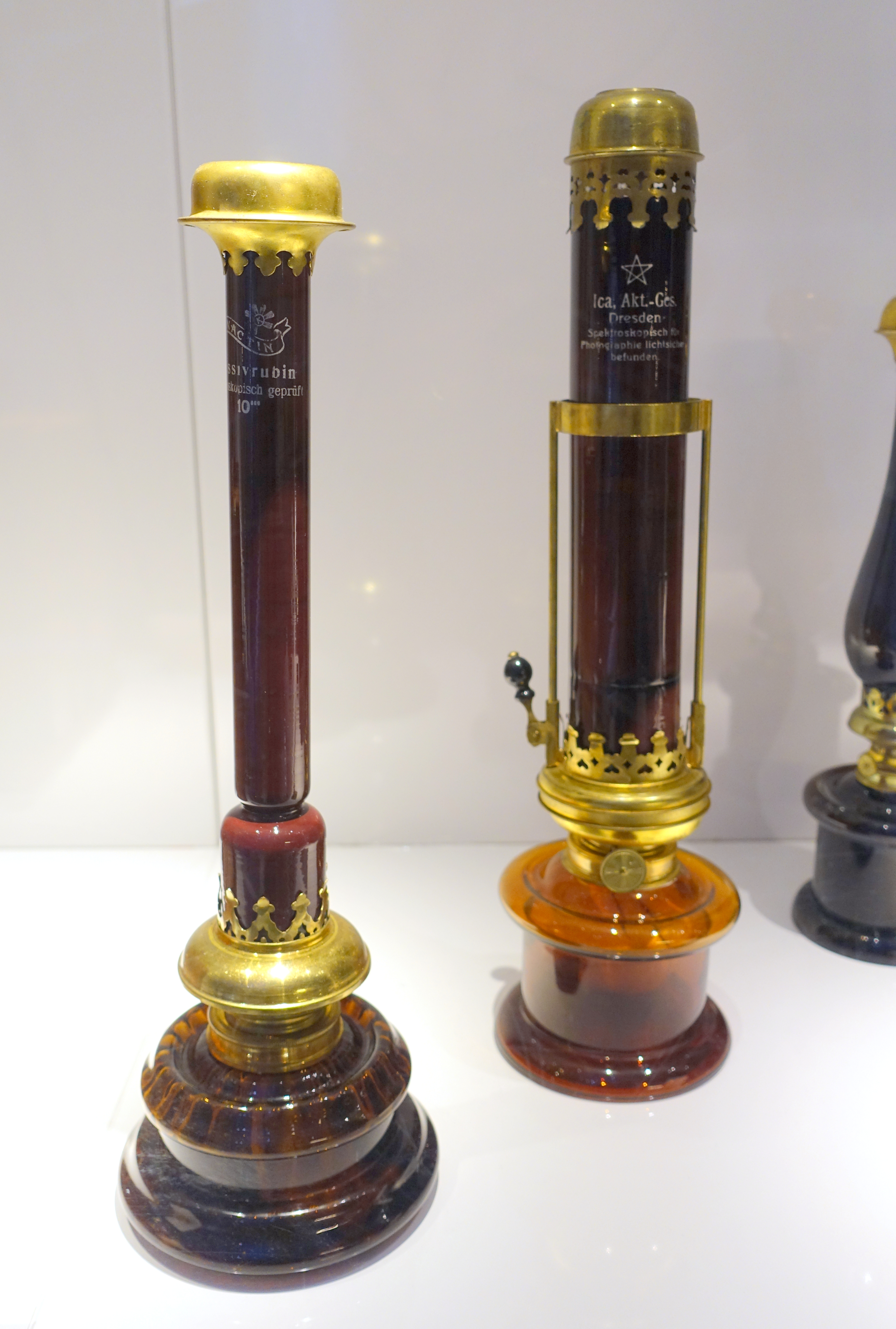
Керосиновые лабораторные фонари. Конец XIX века

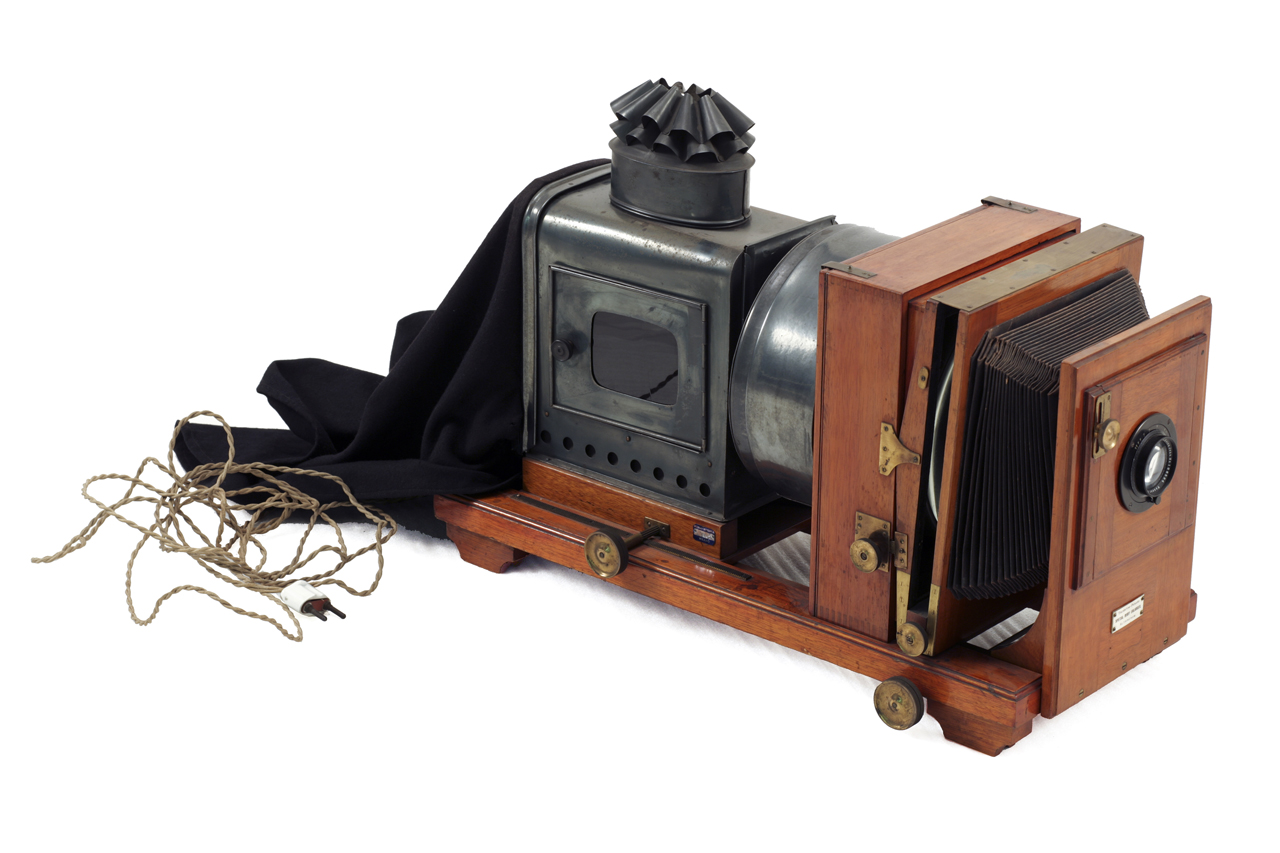
Фотоувеличитель «Tornton-Packard», 1915 год

Из-за низкой светочувствительности в видимой области спектра «дневные» фотобумаги были пригодны только для контактной печати, происходившей на богатом ультрафиолетовыми лучами солнечном свету, обычно во дворе фотостудии. При этом размер отпечатка всегда совпадал с размером негатива, и для получения снимков большого формата была необходима съёмка на такую же фотопластинку. Проекционная печать, допускающая увеличение, стала возможна лишь с появлением современных желатиносеребряных фотобумаг с проявлением, обладающих достаточной светочувствительностью. 
Производство первых фотобумаг такого типа было налажено Джозефом Суоном в 1879 году, однако их широкое распространение началось лишь во втором десятилетии XX века. До этого момента на рынке доминировала платинотипия, которая также выполнялась контактным способом. Господству платиновых фотобумаг положила конец Первая мировая война, которая привела к резкому росту стоимости этого металла. Попытки заменить его более дешёвым палладием не увенчались успехом, что обусловило распространение серебряной печати. Оптическое увеличение на таких бумагах позволило не только получать снимки большого размера с маленьких негативов, но и кадрировать изображение, исправляя ошибки, допущенные в момент съёмки. В отличие от низкочувствительных «дневных» фотобумаг, допускающих манипуляции при слабом рассеянном свете, желатиносеребряные потребовали полного затемнения фотолабораторий и их неактиничного освещения. Так называемые «газопечатные» фотобумаги с хлоробромосеребряной эмульсией получили своё название благодаря возможности обработки при распространённом в конце XIX века газовом освещении жёлтого цвета.
В первые годы для увеличения негативов чаще всего использовали фотоаппарат, кадровое окно которого освещалось проекционным фонарём или просто дневным светом, направляемым отражателем через отверстие в стене затемнённой фотолаборатории. Негатив размещался с внутренней стороны матового стекла, и проецировался объективом на закреплённую на стене фотобумагу. Иногда для увеличения использовались два фотоаппарата разных форматов, установленные друг напротив друга. Объектив одного из них вынимался, а в кассету заряжалась фотобумага, на которую другой камерой проецировался негатив. При тщательной светоизоляции стыка между объективными досками фотоаппаратов такая установка позволяла вести печать в незатемнённом помещении светом из окна, отражённым от рассеивателя. Некоторые фирмы выпускали готовые увеличители аналогичной конструкции. В крупных фотостудиях устанавливали горизонтальные проекторы с угольной дуговой лампой. Знакомые современным фотографам вертикальные фотоувеличители с лампой накаливания появились только в начале 1930-х годов, и одной из первых такие приборы начала выпускать фирма Ernst Leitz в качестве дополнительного оборудования к малоформатным фотоаппаратам «Leica». 
Проекционная печать в те годы всё ещё считалась слишком сложной для фотолюбителей, предпочитавших «дневные» фотобумаги с визуальным контролем экспозиции в простой копировальной рамке. Однако, с появлением компактной фотоаппаратуры и мелкозернистых роликовых фотоплёнок, оптическая печать быстро вытеснила контактную из большинства сфер, кроме технической фотографии. В фотоателье студийная крупноформатная съёмка с последующим контактным копированием также оставались востребованы ещё несколько десятилетий. Такая технология позволила сохранить ретушь негатива, считавшуюся неотъемлемой частью портретной фотографии. Кроме того, контактная печать не так критична к качеству негатива, как проекционная, выявляющая мельчайшие дефекты и зернистость фотоплёнки как за счёт увеличения, так и благодаря направленному характеру копировального света. В советских фотоателье контактная печать оставалась стандартной для студийного портрета вплоть до конца 1980-х годов. Например, наиболее распространённый портрет формата 9×12 сантиметров снимался на такой же негатив камерами типа «ФК» с обязательной ретушью. Проекционная печать использовалась для негативов, снятых на натуре более удобными фотоаппаратами среднего и малого форматов. В фотожурналистике с конца 1930-х годов оптическая печать почти полностью вытеснила контактную.

### Цветная фотография
Первые цветные многослойные фотобумаги хромогенного типа для печати со слайдов, выпущенные в 1941 году, потребовали новой технологии цветной фотопечати, заменившей пигментную и гидротипную. При этом кроме регулирования экспозиции возникла необходимость цветокоррекции тона отпечатка, особенно актуальная в появившемся через год негативно-позитивном цветном процессе. Одной из первых эту технологию разработала немецкая компания Agfa, выпустившая на рынок наборы корректирующих светофильтров для субтрактивной печати. Дальнейшим развитием стали цветосмесительные головки увеличителей с регулировкой спектрального состава печатающего света при помощи подвижных светофильтров. Первые цветоголовки были разработаны уже к концу 1940-х годов. Три регулировочные рукоятки таких головок градуировались в тех же единицах плотности жёлтого, пурпурного и голубого цветов, что и светофильтры в наборах Agfa, но бесступенчато. В СССР и России получили известность фотоувеличители «Krokus GFA 69» и «Дон-7002Ц», оснащённые такими головками. Аналогичным устройством обладала головка «Меохром», разработанная в ЧССР предприятием «Meopta». Альтернативой цветоголовкам увеличителей были объективы с такими же светофильтрами, вдвигающимися в световой поток вблизи плоскости апертурной диафрагмы.
Высокий спрос на фотопечать цветных любительских снимков привёл к появлению автоматических принтеров для массовой печати на рулонной фотобумаге. Регулировка экспозиции и цветокоррекция в таких принтерах осуществлялись с высокой точностью при помощи системы фотоэлементов и дополнительной кодировки на фотоплёнках. Первый автоматический фотопринтер для цветной печати «Eastman Kodak 1598 Printer», выпущенный в США в 1942 году, осуществлял цветокоррекцию субтрактивным способом. Следующая модель 1946 года «Eastman Kodak 1599» была рассчитана уже на аддитивную печать с последовательным экспонированием за тремя дихроичными светофильтрами основных цветов. Такая технология позволила свести к минимуму ошибки цветоделения, возникающие из-за неточностей спектральной сенсибилизации зонально-чувствительных слоёв фотобумаги. Тем не менее, субтрактивная печать получила более широкое распространение из-за более высокой производительности. Совершенствование цветного телевидения позволило оснастить автоматы электронными видеоцветокорректорами с монитором, по которому оператор может корректировать цвет будущего отпечатка. Изображение негатива выводится на монитор такого цветокорректора в позитивном виде, а органы управления настроены таким образом, что нормальный цветовой баланс на экране соответствует точной коррекции печати. Постепенно появились комплексы, состоящие из принтера и проявочной машины для фотобумаги, получившие название мини-фотолабораторий. 
Развитие цифровой фотографии привело к отказу от прямой оптической печати с негатива. Последние поколения минилабов предусматривают оцифровку негатива с помощью встроенного фильм-сканера, последующую обработку полученных файлов в графическом редакторе и фотовывод лазерным лучом. При этом, печать возможна как с негатива, так и со слайда, а также с готовых файлов заказчика. Преимущества такого способа заключаются в возможности цифровой обработки, способной повышать резкость и маскировать зернистость изображения. В настоящее время массовая печать любительских фотографий с цветного негатива осуществляется только по такой технологии. Следующим этапом стал окончательный отказ от фотопечати в пользу струйных принтеров, оставляющих высококачественный цветной оттиск на обычной бумаге. По сравнению с предыдущей технологией, требующей лабораторной обработки экспонированных снимков в дорогостоящих реактивах, в себестоимость струйной печати входят лишь сменные картриджи с красителями или пигментами. Кроме того, струйный принтер значительно проще в обслуживании, чем минифотолаборатория. Большинство галеристов, тем не менее, считают струйную печать непригодной для изготовления оригиналов художественной фотографии, предпочитая классические фотопроцессы.

### Профессия печатника

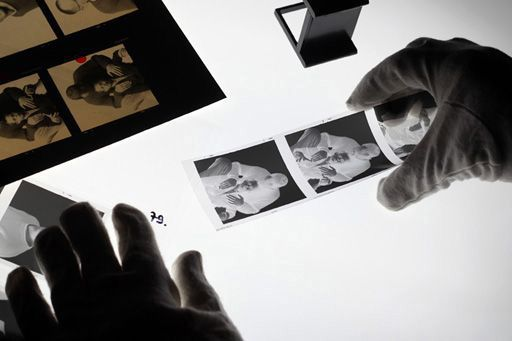
Отбор негативов перед фотопечатью

В коммерческой фотографии занятия фотопечатью и съёмкой начали разделять с первых лет распространения негативно-позитивной технологии, увеличив таким образом производительность крупных фотоателье. Печать снимков чаще всего поручалась ученикам фотографа или подмастерьям, как менее ответственная операция, не требующая творческих навыков. Позднее появилась профессия фотолаборанта, в обязанности которого кроме печати входили приготовление фотореактивов и лабораторная обработка промежуточных копий снимка: негативов и контратипов. В фотожурналистике, особенно в крупных агентствах, считалось общепринятым поручать все лабораторные процессы, и в том числе фотопечать, фотолаборантам. Таким образом возрастала оперативность репортёров, освобождённых от технических операций. Например, в советской «Фотохронике ТАСС» проявлением негативов и печатью занималась одна из крупнейших в Москве фотолабораторий. 
Многие крупные фотожурналисты имели слабое представление о технологии фотопечати, поскольку за них её делали специалисты. Например, «отец фоторепортажа» Анри Картье-Брессон считал, что печать не имеет решающего значения для снимка, который создаётся в момент съёмки. Кроме того, качество самостоятельной печати обладающих совершенно другими навыками фотожурналистов, не идёт ни в какое сравнение с результатом работы профессионального печатника. Особенно сильно специализация очевидна при необходимости качественной цветной фотопечати, доступной немногим мастерам. В противоположность «прямой фотографии», и фотожурналистике в частности, пикториализм основан на мастерстве авторской печати. Замысел снимка окончательно формируется в фотолаборатории, благодаря техникам бромойля, гуммиарабиковой печати и других альтернативных фотопроцессов, трансформирующих исходный вид изображения негатива. Во второй половине XX века многие фотохудожники увлеклись разновидностями фотографики, включая лит-печать, псевдосоляризацию, изополихромию и фотоколлаж.
В настоящее время (2021 год) традиционная ручная фотопечать оптическим или контактным способом с негатива в массовой фотографии практически не используется. В современной аналоговой фотографии негатив, полученный на фотоплёнке, в большинстве случаев не печатается традиционным способом из-за дороговизны содержания и сложности оборудования фотолаборатории. После оцифровки изображения, в том числе чёрно-белые, печатаются на струйных принтерах или на цветной фотобумаге с помощью цифрового фотовывода, а чаще всего размещаются в социальных сетях или на фотохостингах без получения твёрдой копии. Снимки, выполненные в технике серебряной фотопечати, относятся к авторским эксклюзивным произведениям, как и сделанные с помощью альтернативных процессов. Исчезновение рынка галогеносеребряной фотографии и падение спроса на профессиональную ручную фотопечать приводит к вымиранию профессии печатника, требующей высокой квалификации.

## Технология фотопечати
Печать может выполняться на позитивные фотоматериалы разных типов: фотопластинки, фотоплёнку и фотобумагу. В первых двух случаях в результате печати получают диапозитивы, пригодные для рассматривания в проходящем свете, то есть проекции на экран и оформления световых коробов. Наибольшее распространение получила печать на фотобумаге, снимки на которой не требуют специальной задней подсветки и удобны для рассматривания в отражённом свете.
Различают ручную и машинную печать. При ручной печати разрезка фотоматериала, его экспонирование и проявка производятся фотолаборантом без автоматических приспособлений. Лабораторная обработка фотобумаги в этом случае производится в кюветах, реже в полуавтоматических процессорах барабанного типа. 

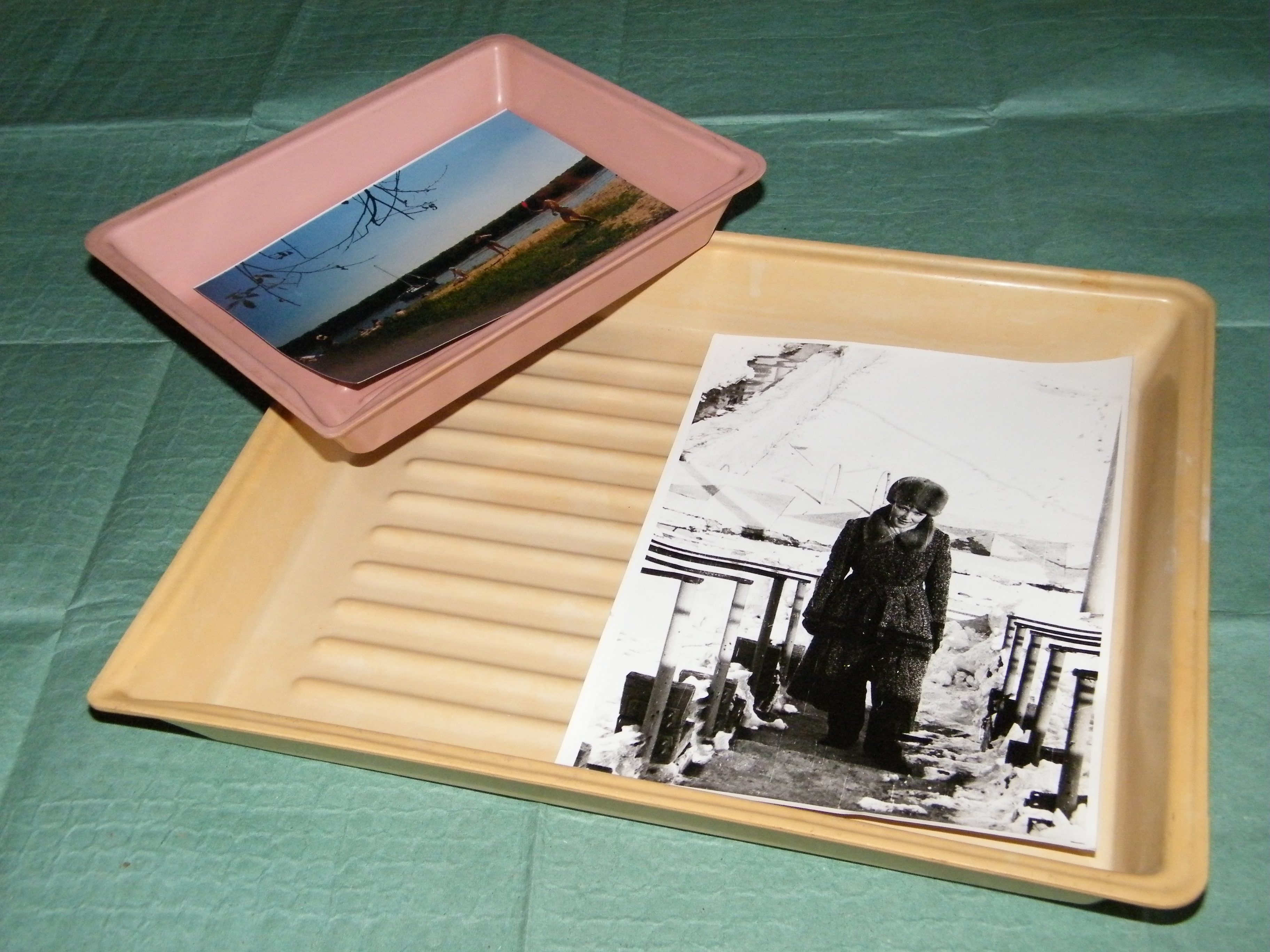
Кюветы для обработки фотобумаги

При машинной печати все операции выполняются специальным принтером автоматически, а экспонированный рулонный позитивный фотоматериал (обычно фотобумага) подаётся в проявочную машину, где происходит его химическая обработка. В СССР выпускался автоматический фотопринтер для чёрно-белой фотопечати «УПФ-1». Распространение в крупных советских фотолабораториях получил также комплекс «Pentacon-201», выпускавшийся в ГДР, и состоявший из автоматического принтера, проявочной машины и резака. Конструкция минифотолаборатории допускает её установку в незатемнённом помещении, требуя только перезарядки сменных кассет с фотобумагой в полной темноте. Так как позитивные фотоматериалы допускают обработку только в темноте или при неактиничном освещении, для ручной фотопечати необходимо отдельное помещение, изолированное от дневного света. Для освещения рабочих мест используются лабораторные фонари с защитными светофильтрами соответствующих цветов. Большинство сортов чёрно-белой фотобумаги не подвергаются спектральной сенсибилизации, и неактиничным для них является жёлто-зелёный свет, получаемый с помощью светофильтра №113 или №118. Однако, наибольшее распространение получили лабораторные фонари красного цвета, безопасного также для ортохроматических фотоматериалов: позитивных фотоплёнок, диапозитивных фотопластинок и фототехнических плёнок. Для цветных позитивных фотоматериалов применяется тёмно-зелёный светофильтр №166.

### Контактная печать
В автоматических принтерах, рассчитанных в основном на малоформатные негативы, контактная печать не применяется. Фотопластинка или листовая фотоплёнка с негативом накладываются эмульсионным слоем на фотобумагу, оборотная сторона которой защищена от засветки. Прошедший через негатив свет экспонирует фотоэмульсию с интенсивностью, пропорциональной прозрачности негативного изображения. В случае использования фотобумаг с дневным проявлением после экспозиции отпечаток, на котором уже отчётливо видим готовый позитив, отделяется от негатива и погружается в раствор фиксажа. 
Для классической фотобумаги или позитивной фотоплёнки проявление начинается после окончания экспозиции, которая при контактной печати регулируется только выдержкой. Для «дневных» фотобумаг выпускались копировальные рамки, в которые лист укладывался под негатив. На высокочувствительных бумагах с проявлением контактная печать велась в специальных станках, таких как советские «КП-8М» или «КП-10», с прижимом стеклянного или плёночного негатива надувной резиновой подушкой. В полуавтоматическом контактном приборе «ПКП-1» прижим осуществлялся крышкой с эластичной пенополиуретановой накладкой. 
В крупных фотоагентствах с малоформатных и среднеформатных негативов изготавливались контактные отпечатки, предназначенные для первичного отбора материала бильд-редакторами. В большинстве случаев их печать могла вестись под увеличителем, где на лист фотобумаги выкладывались отрезки плёнки, а затем прижимались стеклом.

### Проекционная печать

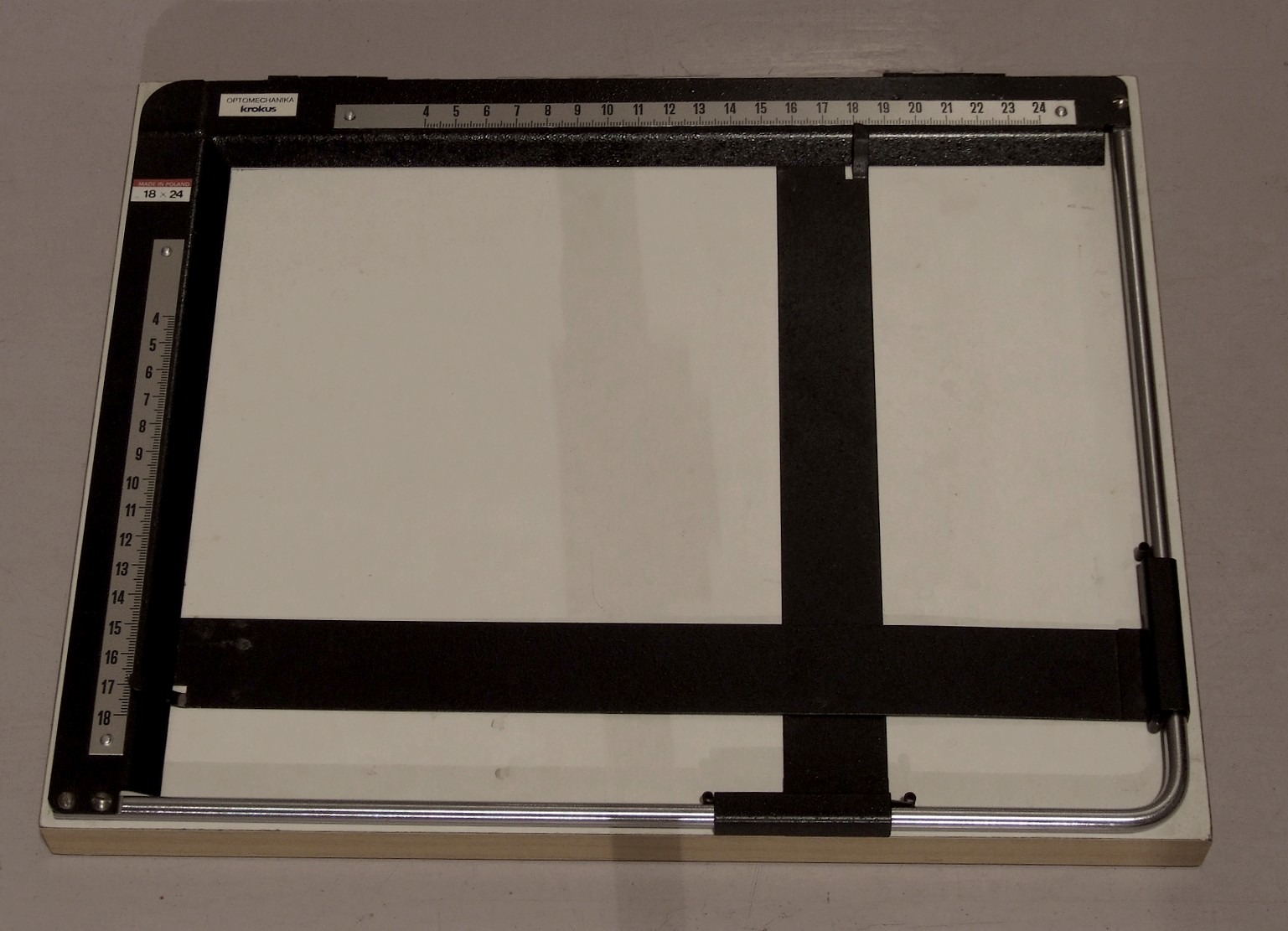
Кадрирующая рамка для проекционной печати

Маски для высветления участков позитива

Этот вид печати может выполняться как автоматическими принтерами, так и фотоувеличителями. В принтере изображение негатива проецируется объективом в кадровое окно, в котором во время экспозиции неподвижно располагается участок рулонной фотобумаги. Увеличение может изменяться ступенчато сменой объективов с фиксированным фокусным расстоянием или с помощью зум-объектива, позволяя печатать снимки разных форматов на сменных рулонах бумаги. 
При ручной печати увеличение изменяется плавно перемещением головки фотоувеличителя относительно стола. Нужный негатив вручную вставляется в негативодержатель увеличителя, который с помощью лампы накаливания проецирует его увеличенное (реже — уменьшенное) изображение на стол, где располагается кадрирующая рамка с фотобумагой. Экспозиция при оптической печати регулируется диафрагмой объектива и длительностью свечения лампы. Иногда экспозицию прерывают поворотным красным светофильтром, расположенным под объективом и перекрывающим актиничный для фотобумаги свет. В принтерах выдержка регулируется затвором. 
После экспозиции лист вынимается из кадрирующей рамки и начинается его лабораторная обработка. Главным отличием контактной печати от проекционной является характер освещения негатива. При контактной печати, за редким исключением используется рассеянный свет, маскирующий механические повреждения негатива и его зернистость. По этой же причине негативы, предназначенные для контактной печати, должны иметь более высокий контраст, чем снятые в расчёте на оптическое копирование. Проекционная печать позволяет получать как увеличенное, так и уменьшенное изображение негатива, а также выполнять оптическую трансформацию, например устранять перспективные искажения. 
Одним из важнейших достоинств ручной оптической печати считается простота регулировки экспозиции отдельных участков снимка при помощи масок. Например, слишком плотное на негативе лицо можно «пропечатать» с помощью дополнительной выдержки на соответствующем участке через отверстие в листе чёрной бумаги. Напротив, чрезмерно глубокую тень отпечатка можно высветлить, перекрыв на время свет увеличителя кусочком бумаги на проволоке. В повседневной практике фотографы в качестве маски часто использовали руки, перекрывая ими часть светового потока. При машинной печати маскирование отдельных участков негатива невозможно. Приёмы высветления участков изображения руками и круглой маской воспроизведены в графических редакторах под названиями «Dodge» и «Burn» с соответствующими символами.

### Управление экспозицией

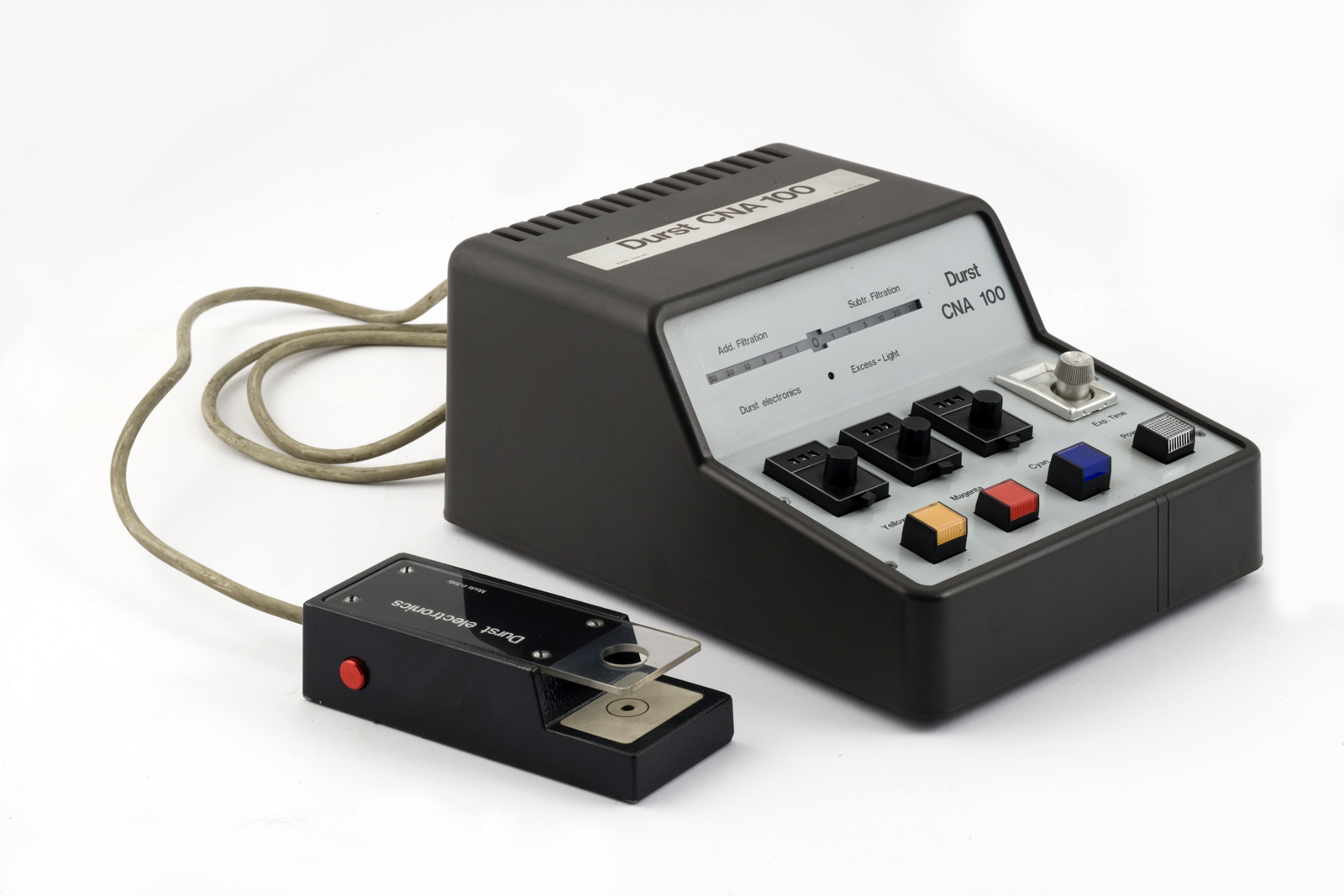
Цветоанализатор «Durst CNA-100» для измерения экспозиции и цветового баланса при цветной печати

Фотопечать на современных желатиносеребряных фотобумагах с проявлением, в отличие от «дневных» с визуальным контролем плотности позитива, требует точного предварительного определения правильной экспозиции. В автоматических принтерах для этого оптическая плотность негативов измеряется встроенным денситометром. При ручной фотопечати для этого чаще изготавливают пробные отпечатки. Один лист фотобумаги из пачки разрезается на несколько частей, каждая из которых используется для тестовой печати. Кусок листа укладывается на сюжетно важный участок изображения и экспонируется. Иногда делается ступенчатая проба, на которой разные участки фотобумаги экспонируются с разной выдержкой. Из-за небольшой фотографической широты фотобумаги пробная печать считается наиболее надёжным способом определения экспозиции.
После окончания лабораторной обработки снимок выносится на дневной свет и по его плотности определяют необходимую коррекцию выдержки или выбирают участок ступенчатой пробы с нормальной плотностью. При цветной печати на многослойных фотобумагах или позитивных плёнках точность определения экспозиции должна быть ещё выше, чем в чёрно-белой, поскольку от этого зависит цветовой баланс снимка. Добавление корректирующих светофильтров уменьшает световой поток, требуя дополнительной коррекции выдержки после каждой цветопробы. Для инструментального измерения экспозиции чувствительность обычных экспонометров для фотокиносъёмки недостаточна, поэтому для точного измерения освещённости фотобумаги применяются специальные фотометры на основе фоторезисторов. Для измерения экспозиции при цветной печати выпускались цветоанализаторы, способные определять не только правильную экспозицию, но и цветовой баланс. В СССР наибольшей популярностью пользовался прибор под названием «Цветан», а за рубежом известность получили устройства типа «Soligor Melico», «Minolta Color Analyzer», «Rodenstock» и «Macbeth».

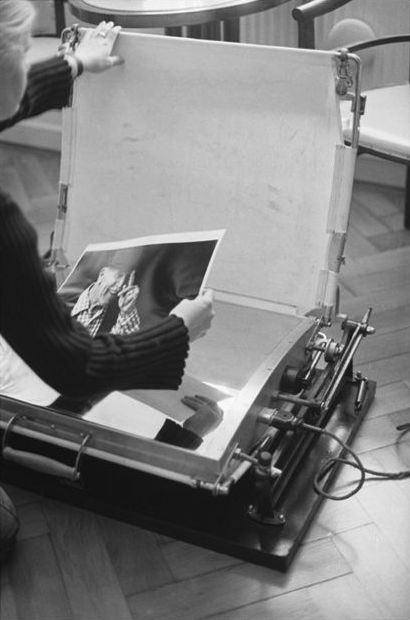
Глянцевание фотоотпечатков с помощью электроглянцевателя

В любительской практике выдержка зачастую отсчитывалась эмпирически, отмеряя время между включением лампы увеличителя и её выключением. Для более высокой точности её отработки выпускались специальные электронные реле времени. В профессиональных фотоувеличителях (например, «Азов») реле времени встроено в станину. Некоторые фотометры и цветоанализаторы оснащались встроенным реле времени. Электронная кадрирующая рамка «Рось» содержала перемещаемый фоторезистор в корпусе под фотобумагой и экраном, автоматически отрабатывая выдержку в зависимости от освещённости. Аналогичным устройством обладала автоматическая кадрирующая рамка «АКР», корректирующая экспозицию в зависимости от плотности негатива.

### Отделка отпечатков
После основных стадий лабораторной обработки чёрно-белые фотографии иногда подвергались вирированию для придания какого-либо цветового оттенка. В настоящее время тот же эффект достигается на цветной фотобумаге при печати с отклонением от нейтрального цветового баланса, а на чёрно-белых фотобумагах тонирование считается нежелательным, поскольку снижает долговечность отпечатка. Затем следует промывка, после которой как чёрно-белые, так и цветные отпечатки высушиваются или подвергаются глянцеванию для получения насыщенных теней. В фотолюбительской практике для глянцевания применялась накатка готовых снимков на обезжиренное оконное стекло. Процесс требовал предварительного дубления эмульсии или обработки в растворе пищевой соды, в то время, как на оргстекло можно было накатывать неподготовленные отпечатки. Процесс значительно ускорялся при использовании электроглянцевателей с полированными хромированными пластинами. В профессиональных фотолабораториях вместо них устанавливались полуавтоматические барабанные глянцеватели. В СССР для этого выпускались приборы «АПСО-5М» (Аппарат полуавтоматической сушки отпечатков) и «АПСО-7» с большой производительностью. Фотобумаги на полиэтиленированной подложке (типа «RC» по международной классификации) сушатся без нагрева в подвешенном состоянии. Высушенные отпечатки обрезаются гильотинными или роликовыми фоторезаками.

## Специальные технологии печати
Кроме непосредственной печати на фотобумаге, в художественной фотографии использовалась печать одного или нескольких промежуточных контратипов на фототехнической плёнке для получения художественных эффектов, таких как изогелия, псевдосоляризация, изополихромия («цветная изогелия») и многих других. Промежуточный контратип также мог использоваться в качестве маски, оттеняющей нужные части снимка или позволяющей изменить характер изображения.
Подбор режима экспонирования и проявления контратипа позволял, используя технологии нерезкой маски и «фильтрации деталей проявлением» (ФДП-метод), повышать детализацию снимка, а также впечатывать крупное зерно в качестве творческого приёма. Большинство этих технологий использовались фотохудожниками в рамках жанра фотографики и для выставочной печати.
Ещё одной популярной технологией, позволяющей подчеркнуть полученные эффекты и повысить резкость отпечатков, к середине 1980-х годов стало использование в фотоувеличителе вместо обычной лампы с матовым стеклом над конденсором, точечного источника света без рассеивателя. В качестве последнего чаще всего использовались низковольтные автомобильные лампы с компактной нитью накала. Это требовало дополнительного трансформатора и изменённой техники печати, исключающей диафрагмирование объектива.
Точечный источник света позволяет получать отпечатки с подчёркнутой детализацией, но выявляет все механические дефекты, поэтому нашёл применение преимущественно в чёрно-белой фотографии, допускающей ретушь позитива.
Распространение цифровой фотографии оттеснило традиционную технологию фотопечати. В среде фотохудожников стали популярны альтернативные фотопроцессы, такие как цианотипия, гумми-печать и лит-печать. Эти процессы кроме необычного характера изображения обладают низкой повторяемостью, что повышает ценность каждого отпечатка, являющегося уникальным. В большинстве случаев для печати используется такое же оборудование, как и при традиционной технологии: фотоувеличитель, кадрирующая рамка и т. п.
Кроме классической технологии на фотобумагах с проявлением, известны процессы на хромированных коллоидах, такие как бромойль и пигментная фотопечать. Изображения, полученные таким способом, ещё более долговечны, однако фотоматериалы в этом случае должны изготавливаться самостоятельно. Кроме того, себестоимость таких процессов значительно выше, чем желатиносеребряного, даже с учётом текущих цен на фотобумагу: например, лист бромосеребряной бумаги «Ilfobrom» формата 11×14 дюймов достигает в цене почти 2 долларов.

## Чёрно-белая фотопечать
Ручная чёрно-белая фотопечать не требует трудоёмкой лабораторной обработки фотобумаги и сложной цветокоррекции, и в силу этих причин получила распространение не только в профессиональной, но и в любительской фотографии. В последней этот вид печати был наиболее распространён в СССР, где до Перестройки полностью отсутствовала сеть минилабов, с начала 1950-х годов широко разветвлённая в Западных странах. В профессиональной фотографии чёрно-белая печать здесь также была основной, поскольку до начала 1990-х годов доля цветных отпечатков составляла значительно меньше половины. В настоящее время это практически единственная технология, существующая в аналоговой фотографии в неизменном виде, поскольку цветные отпечатки изготавливаются машинным способом в минифотолабораториях после цифровой цветокоррекции. Единственное исключение составляют специальные цветные процессы типа «Сибахром», требующие высококачественной ручной фотопечати.

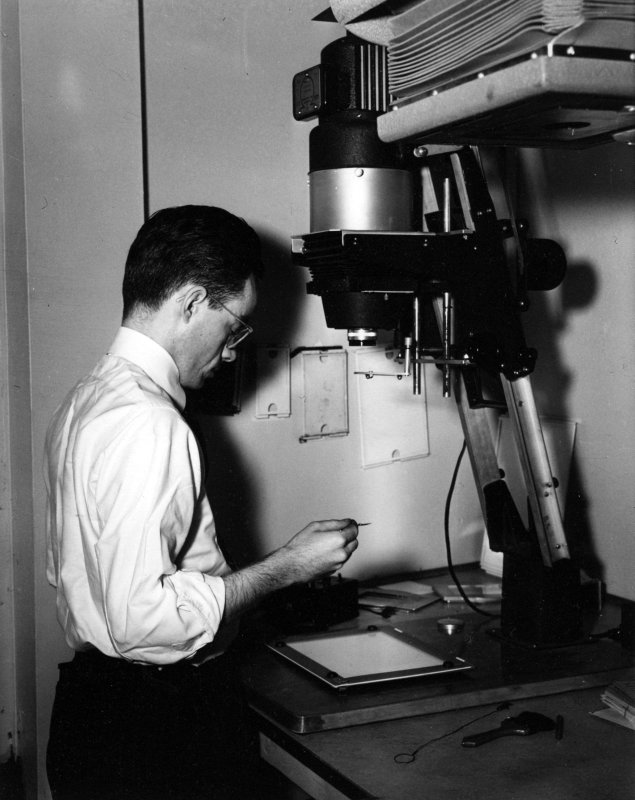
Фотолаборант печатает вручную с помощью фотоувеличителя

Машинная фотопечать на классической бромосеребряной бумаге не получила распространения, поскольку полноценная регенерация серебра возможна только из цветных фотобумаг. «Серебряные» отпечатки могут быть изготовлены вручную контактным или проекционным способами. Их главным достоинством остаётся более высокая долговечность, чем у копий на хромогенных фотобумагах или отпечатков из струйных принтеров. При тщательном фиксировании и промывке чёрно-белых фотографий их изображение, состоящее из металлического серебра, может храниться более столетия даже на свету. В случае печати с чёрно-белого негатива принтером, отпечатки изготавливаются на цветной фотобумаге хромогенного типа, долговечность которой уступает желатиносеребряной. Поэтому снимки, отпечатанные вручную на чёрно-белой фотобумаге, имеют более высокую аукционную стоимость и ценятся галеристами. В настоящее время выпуск классической фотобумаги прекращён большинством производителей, поддерживающих только выпуск цветных фотобумаг для автоматических принтеров. Единственная компания, до сих пор выпускающая большой ассортимент чёрно-белых фотобумаг — Ilford Photo.
Одной из главных сложностей чёрно-белой фотопечати считается необходимость подбора фотобумаги к негативу в зависимости от контраста последнего. Классические бромосеребряные фотобумаги выпускались нескольких градаций: «мягкая», «полумягкая», «нормальная», «контрастная» и «особоконтрастная». Перечисленным названиям соответствовали номера от 0 до 5, при этом «нормальная» фотобумага обозначалась третьим номером. Слишком контрастный негатив должен печататься на мягкой или полумягкой фотобумагах: в противном случае на отпечатке будет слишком мало полутонов, а света и тени изображения окажутся непроработанными. Наоборот, вялые негативы требуют контрастных фотобумаг, поскольку на нормальной получаются «серыми». 
Неизбежные отклонения контраста негативных плёнок заставляли фотолаборантов иметь в наличии как можно больше разновидностей фотобумаги, что не всегда было доступно. Благодаря развитию и удешевлению технологий полива многослойных фотоэмульсий, получили распространение так называемые поликонтрастные фотобумаги, позволяющие регулировать контраст отпечатка в зависимости от особенностей негатива. Такая фотобумага содержит два или три чёрно-белых эмульсионных полуслоя с различной спектральной чувствительностью и коэффициентами контрастности. Контраст регулируется цветными светофильтрами жёлтого и пурпурного цветов. Установка перед лампой увеличителя светофильтра одного из этих цветов снижает экспозицию, получаемую контрастным или мягким полуслоями, давая изображение нужной градации.

## Цветная фотопечать
Цветная фотопечать отличается от чёрно-белой усложнённой технологией лабораторной обработки фотобумаги и необходимостью цветокоррекции. Последнее вызвано неизбежными отклонениями спектрального состава съёмочного освещения от предусмотренного цветовым балансом негативной плёнки, а также ошибками при её обработке. По способу, которым осуществляется цветокоррекция, различают два вида цветной печати: субтрактивную и аддитивную. Субтрактивный способ технологически проще, поскольку предусматривает общую экспозицию для всех трёх слоёв фотобумаги. По этой же причине фотопринтеры, построенные по субтрактивному принципу, обладают более высокой производительностью и более распространены.

### Субтрактивная печать

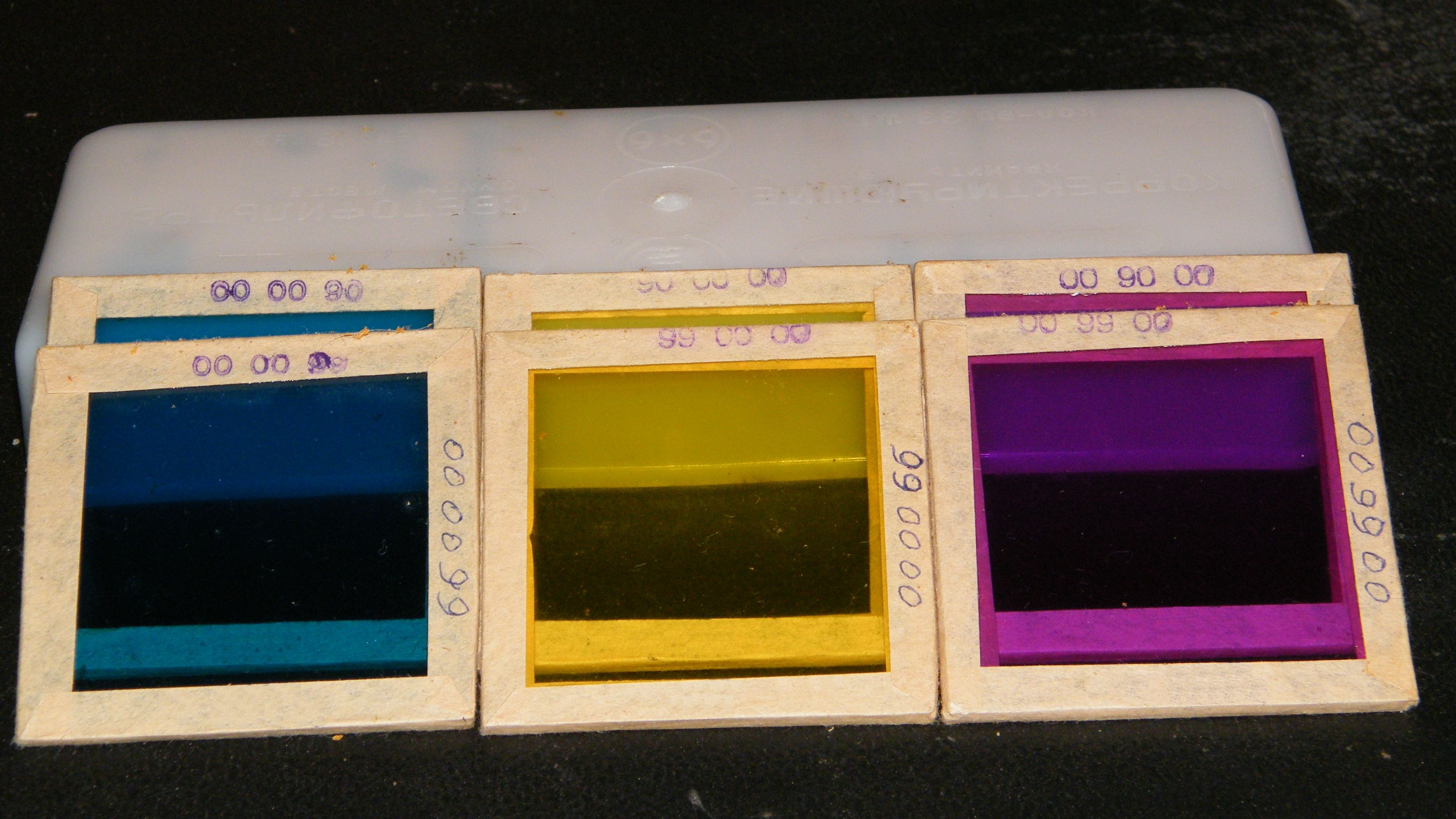
Набор корректирующих светофильтров для субтрактивной печати

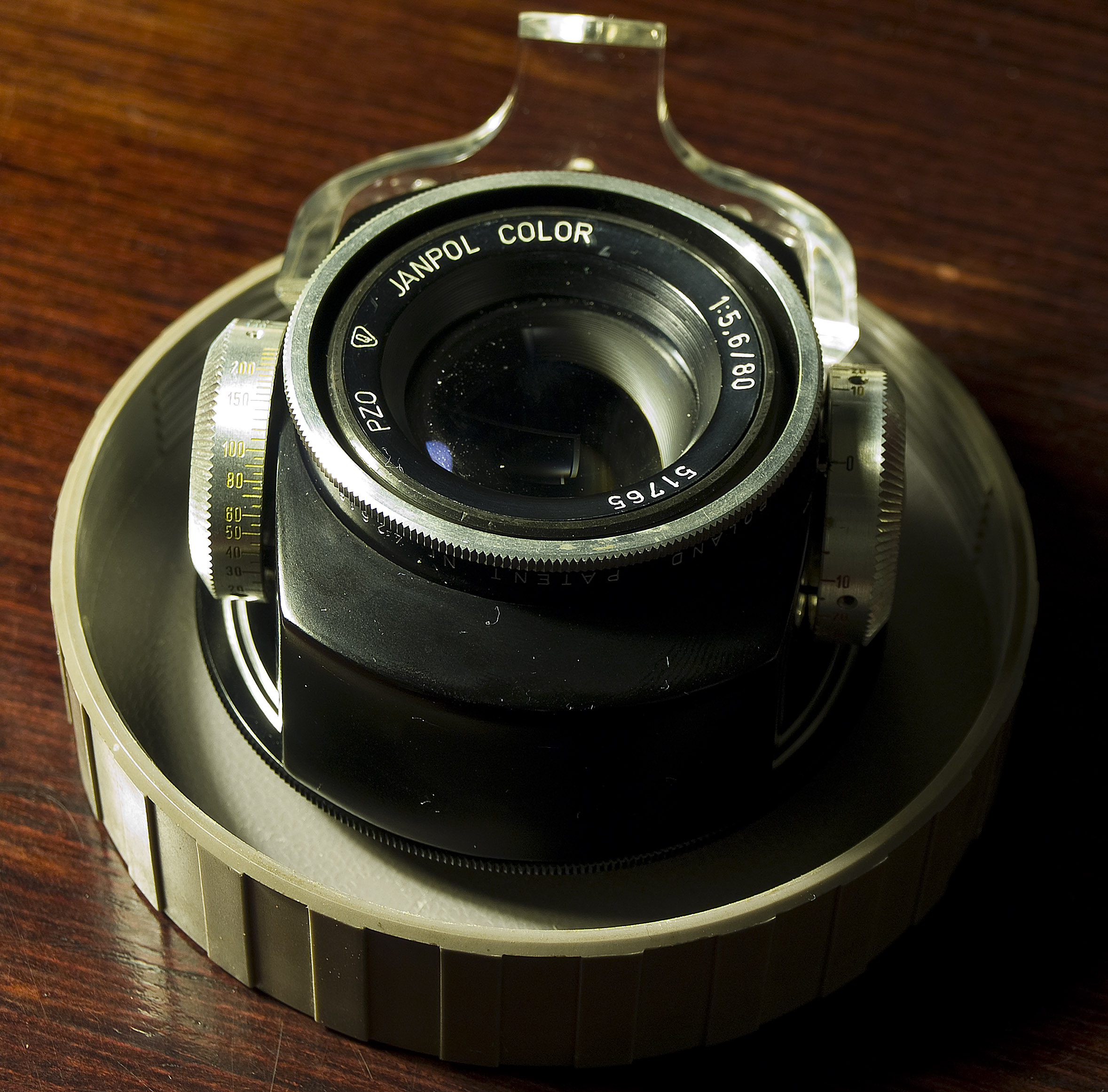
Объектив «Янполь-колор» с встроенным цветокорректором

Цветокоррекция при печати субтрактивным методом происходит за счёт фильтрации света, которым освещается негатив. Для этого в световой поток лампы добавляют абсорбционные светофильтры дополнительных цветов — жёлтого, пурпурного или голубого. Светофильтр каждого из этих цветов непосредственно воздействует на экспозицию, получаемую соответствующим зонально-чувствительным слоем фотобумаги. Например, жёлтый светофильтр вычитает из белого света лампы синюю составляющую, уменьшая экспозицию, получаемую синечувствительным слоем. В результате, при её проявлении выход жёлтого красителя в этом слое уменьшится, устраняя нежелательный оттенок. Аналогичным образом действуют и два других светофильтра, уменьшая выход красителя своих собственных цветов. При машинной печати цвет и плотность светофильтров определяются встроенным денситометром, а при ручной — при помощи пробных отпечатков (стрип-тестов) или цветоанализатором.
После определения экспозиции и окончания лабораторной обработки пробы, она выносится на дневной свет, где визуально оценивается преобладающий цветовой тон. В соответствии с этим подбираются светофильтры этого же цвета для печати готового снимка. Чем сильнее отклонение цветопередачи, тем более плотный светофильтр должен использоваться при соответствующем увеличении экспозиции. Одновременно могут использоваться светофильтры только одного или двух цветов: третий цвет в сумме с двумя другими даёт дополнительную серую плотность, не влияющую на тон отпечатка, но увеличивающую выдержку. 
Наоборот, преобладание какого-либо цвета может быть компенсировано уменьшением плотности светофильтра дополнительного ему оттенка. Например, нежелательный зелёный цвет может быть откорректирован как добавлением жёлтого и голубого, так и удалением пурпурного светофильтра с увеличением выдержки в первом, и её уменьшением во втором случаях. Ручная цветокоррекция может быть ускорена с помощью мозаичных светофильтров и ступенчатых цветопроб. Корректирующие светофильтры обычно укладываются в выдвижной лоток между лампой и конденсором, предусмотренный в большинстве фотоувеличителей. Более совершенные увеличители, предназначенные специально для субтрактивной печати, оснащены специальной цветосмесительной головкой, действующей по тому же принципу. Выдвижные светофильтры головки бесступенчато регулируют цветовой баланс копировального света. Наиболее современные модели цветоголовок вместо желатиновых оснащаются интерференционными светофильтрами дополнительных цветов с улучшенным качеством фильтрации и повышенной долговечностью.
Аналогичным образом действуют специальные объективы с встроенным цветосмесителем. Вблизи диафрагмы такого объектива расположены два подвижных светофильтра с прозрачной и окрашенными зонами, перемещаемые при помощи специальных рукояток. По сравнению с цветосмесительными головками такие объективы обладают более высокой долговечностью светофильтров, в значительно меньшей степени подверженных тепловому воздействию источника света. Однако, размещение светофильтров в объективе может снизить резкость получаемого изображения. В СССР и странах СЭВ наибольшую известность получил объектив «Янполь-колор», выпускавшийся в Польше в 1970-х — 1980-х годах. Отечественный аналог «Вега-22УЦ» имел аналогичный принцип действия. С определёнными ограничениями цветосмесительные головки и объективы могут использоваться также для чёрно-белой печати на поликонтрастных фотобумагах.

### Аддитивная печать

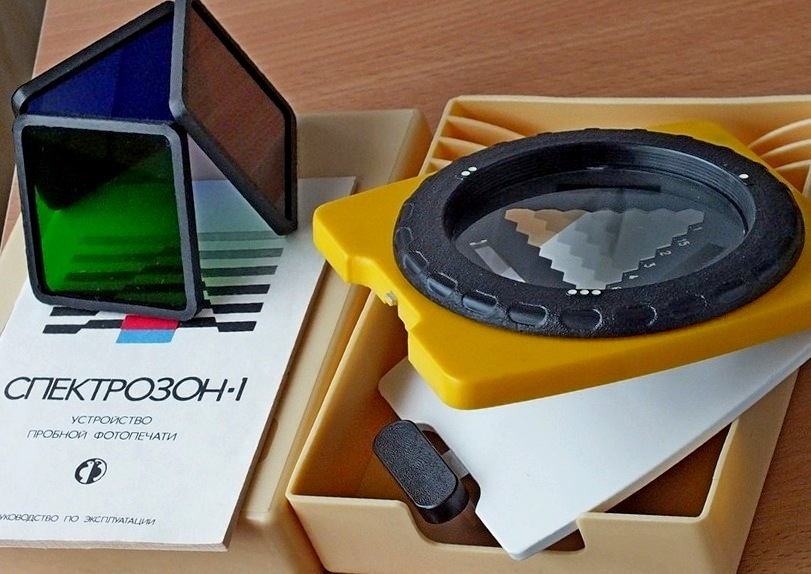
Набор для аддитивной цветной фотопечати «Спектрозон-1». СССР, 1980-е годы

Аддитивный метод цветной печати основан на раздельном экспонировании зонально-чувствительных эмульсий через три интерференционных светофильтра основных цветов с очень узким диапазоном спектрального пропускания. Избирательность таких светофильтров значительно выше, чем у каждого из слоёв позитивного фотоматериала, что практически исключает ошибки цветоделения, неизбежные из-за несовершенства сенсибилизации эмульсий. Цветовой баланс снимка определяется соотношением экспозиций за разными светофильтрами. Экспонирование может происходить как последовательно, так и одновременно. В последнем случае, характерном для автоматических принтеров, требуется наличие трёх независимых оптических трактов, изображения которых объединяются при помощи полупрозрачных призм и зеркал. 
При ручной печати происходит последовательное экспонирование через светофильтры, закреплённые на револьверной головке под объективом фотоувеличителя. Для предотвращения смещения увеличителя в промежутке между экспозициями, иногда используется электромеханический привод для автоматической смены светофильтров.
Экспозиция за каждым из зональных светофильтров может регулироваться как длительностью выдержки, так и яркостью лампы. Последняя может изменяться реостатом, не влияя на цветопередачу отпечатка, так как спектральный состав излучения, экспонирующего каждый из слоёв, зависит только от зон пропускания светофильтров, а не от степени накала лампы. В фотолюбительстве и в малых фотостудиях аддитивный метод не нашёл применения из-за невысокой производительности и значительной дороговизны оборудования, но зато широко использовался в минифотолабораториях, оснащённых автоматическими цветоанализаторами.